# آلام العضلات والعظام المزمنة
آلام العضلات والعظام المزمنة، آلام الجهاز العضلي الهيكلي المزمنة بالانجليزية (Chronic Musculoskeletal Pain – CMP). هي اضطرابات تؤثر على الجهاز العضلي الهيكلي، بما في ذلك العضلات والمفاصل والأوتار والأربطة. تصيب هذه الآلام حوالي 20-33% من السكان البالغين حول العالم وتؤثر على قدرتهم في ممارسة الأنشطة اليومية، مما يؤدي إلى تراجع جودة الحياة وزيادة أعباء الرعاية الصحية.
من بين أنواع الألم المزمن، يبرز الألم الناتج عن حساسية الأعصاب (Nociplastic Pain)  كأكثرها شيوعاً، حيث يمثل حوالي 88%  من آلام العضلات المزمن. ومع ذلك، عند الإشارة إلى عموم السكان، تتراوح نسبة انتشار الألم الناتج عن حساسية الأعصاب بين 5%-15% ().  يعكس هذا الرقم نسبة الذين يعانون من هذا النوع من الألم بين عموم السكان، بما في ذلك أولئك الذين لا يعانون من ألم مزمن. ويُبرز هذا الفارق أهمية
الفهم الدقيق لهذا الموضوع ضروري لفهم الآليات التي تؤدي إلى الشعور بالألم [4] وكيفية توفير العلاجات الملائمة للمرضى، خاصة في حالات الألم العصبي التكيفي (النيوروبلاستيكي) المرتبط بالألم المزمن في العظام والعضلات. يُعتبر ألم الأعصاب من الأنواع المعقدة التي تنشأ نتيجة لتغيرات عصبية في الجهاز العصبي، وغالبًا ما يصعب معالجتها باستخدام الأدوية التقليدية.

## أنواع الألم
·         الألم الحاد:  هو استجابة فسيولوجية أساسية تهدف إلى حماية الجسم من الإصابات أو الالتهابات. عادة ما يكون الألم الحاد مرتبطًا بحالة إصابة أو التهاب، ويختفي بمجرد شفاء الأنسجة المتضررة.
·         الألم المزمن : يُعرَّف الألم المزمن بأنه الألم الذي يستمر لأكثر من ثلاثة أشهر أو بعد الوقت المتوقع لشفاء الإصابة الأولية [4]. هناك نظامان للتشخيص في حالة الألم المزمن في الجهاز العضلي الهيكلي. الأول هو النظام السريري، الذي يعتمد على ICD-11 (تصنيف الأمراض) (الألم المزمن الأولي والثانوي). الثاني تم تطويره بواسطة  IASP (الجمعية الدولية لدراسة الألم)، والذي يعتمد على آلية الألم المزمن (الألم النقلي، الألم النوسيبيتي، والألم العصبي).

## الألم النوسيسيبتيف والألم العصبي التكيفي (النوصيبلاستي)
- الألم النوسيسيبتيف : ينجم عن تحفيز مباشر لمستقبلات الألم بسبب إصابة جسدية، مثل الجروح أو الالتهابات أو الكسور. في هذه الحالة، يستجيب الجهاز العصبي المركزي للضرر المحلي عن طريق إرسال إشارات الألم.[5] مثال بارز هو الألم الناتج عن كسور العظام.

·         الألم العصبي التكيفي (النوصيبلاستي): في حالات الألم المزمن في العظام والعضلات: هو الألم الناتج عن تغيرات عصبية في طريقة إدراك الألم بسبب تلف أو خلل في الجهاز العصبي. في هذه الحالات الخاصة، يصبح الألم ذاته جزءًا من المشكلة ويمكن أن يصبح مزمنًا. يتطلب هذا النوع من الألم علاجًا موجهًا يشمل الأدوية المناسبة، العلاج الطبيعي، وتقنيات إدارة الألم التي تهدف إلى إعادة التوازن العصبي وتحسين جودة حياة المريض.

## الأنواع الشائعة للألم المزمن
1. آلام أسفل الظهر : تُعد آلام أسفل الظهر الأكثر شيوعًا بين حالات الألم المزمن، حيث تؤثر على حوالي 66% من المرضى المصابين بالألم النوسيبلاستي.[5] غالبًا ما تكون هذه الآلام غير مرتبطة بضرر هيكلي، بل نتيجة لتغيرات في معالجة إشارات الألم.
2. آلام الرقبة : قد تحدث نتيجة توتر عضلي مزمن، حوادث السير (مثل "ارتداد الرقبة")، أو الجلوس بوضعيات غير صحيحة لفترات طويلة. إذا استمر الألم، فقد يتحول إلى نوسيبلاستي.

## الألم العصبي التكيفي (الألم النوصيبلاستي): الآليات والانتشار
يرجع الانتشار العالي الألم العصبي التكيفي (النوسيبلاستي) (88%) إلى كونه يعكس اضطرابات في الجهاز العصبي المركزي، التي قد تنشأ نتيجة صدمة جسدية، ضغط نفسي مستمر، أو عوامل نظامية أخرى. هذه العوامل تُنتج "حلقة الألم"، حيث يستمر الدماغ في إرسال إشارات الألم حتى في غياب ضرر فعلي. أظهرت دراسات تصوير الدماغ]  مثل fMRI:  .[PMC - Access article: PMC2935976 نشاطًا متزايدًا في المناطق المسؤولة عن معالجة الأحاسيس والعواطف، مما يشير إلى تغييرات في وظائف الأعصاب.

## النهج العلاجية للألم العصبي التكيفي (النوصيبلاستي)
العلاجات النفسية
1.   العلاج بالتوعية والتعبير العاطفي  (Emotional Awareness and Expression Therapy  - EAET) يركز هذا العلاج على تحديد ومعالجة المشاعر المكبوتة والصدمات السابقة التي تُفاقم الألم (انظر دقيقة: 51 YouTube - פיתוח והבנת מנגנוני כאב).
1. العلاج السلوكي المعرفي (Cognitive Behavioral Therapy - CBT ) : يهدف CBT إلى تغيير أنماط التفكير السلبية المرتبطة بالألم وتعزيز السلوكيات الصحية. ومع ذلك، تُشير الدراسات إلى أن فعالية CBT أقل مقارنة بـ EAET، خاصةً للمرضى الذين يعانون من الألم النوسيبلاستي.[2][5] على سبيل المثال، أبلغ المرضى عن انخفاض أقل في الألم وتحسن محدود في الوظائف اليومية.بينما يُعد CBT علاجًا معروفًا وشائعًا للألم المزمن، تُظهر الدراسات أن EAET يتفوق عليه من حيث الفعالية، خاصةً للألم النوسيبلاستي،
2. وجدت دراسة أجراها Mearns et al. (2022) أن EAET حقق انخفاضًا أكبر في شدة الألم وتحسنًا ملحوظًا في الأداء اليومي مقارنة ب CBT.[2][5]
3. أبلغ المرضى الذين خضعوا لـ EAET عن شعور بالتحرر العاطفي الذي حسّن جودة حياتهم، إلى جانب تخفيف الألم الجسدي.
4. إعادة معالجة الألم  (Pain Reprocessing Therapy - PRT) : تُركز هذه الطريقة على تغيير طريقة إدراك الدماغ للألم، من خلال فهمه كنتاج لنشاط عصبي غير طبيعي بدلاً من ضرر فعلي.
  - أظهرت التجارب السريرية أن 66% من المرضى الذين يعانون من آلام أسفل الظهر المزمنة أفادوا بتخفيف كبير في الألم بعد العلاج .[3]

### العلاجات الجسدية
1. التمارين الرياضية الموجهة:  التمارين المصممة خصيصًا، مثل تمارين التمدد واليوغا وتقوية العضلات، أظهرت تحسنًا في نطاق الحركة وتخفيف الألم.[2] يُمكن أن تُسهم التمارين المنتظمة أيضًا في تحسين الحالة المزاجية والأداء اليومي.

تقنيات الاسترخاء واليقظة الذهنية : تُساعد التمارين التي تُركز على تقليل التوتر، مثل التأمل والتنفس العميق، في تقليل الإجهاد العضلي والتأثير إيجابيًا على معالجة الألم في الدماغ .